# Trauma (polnische Band)
Trauma ist eine polnische Death-Metal-Band aus Elbląg, die im Jahr 1986 unter dem Namen Thanatos gegründet wurde.

## Geschichte
Die Band wurde im Jahr 1986 unter dem Namen Thanatos gegründet. Unter diesem Namen veröffentlichten sie zwei Demos, mit den Namen Deo optimo maximo (1989) und Out of Sanity (1990). Dadurch erhöhte die Band ihre Bekanntheit. Im Mai 1992 nahm die Band das Demo Invisible Reality im polnischen Selani Studio in Olsztyn auf. Im Dezember änderte sie ihren Namen in Trauma um. 
Im Oktober 1993 nahm die Band ihr Debütalbum namens Comedy Is Over auf. Die Aufnahmen fanden im polnischen SL Studio in Gdynia statt. Das Album wurde im Herbst 1996 über Vox Mortis Records ausschließlich im Kassettenformat veröffentlicht. Im Oktober 1997 wurden die Arbeiten zum zweiten Album namens Daimonion beendet, dessen Aufnahmen im Selani Studio stattfanden. Zudem erreichte die Band einen Vertrag mit Pagan Records. Über das Label wurde das Album zusammen mit neu gemasterten Liedern des Demos Invisible Reality veröffentlicht. Von 1997 bis 1999 folgten einige regionale Touren und diverse Konzerte und Festivals in Polen.
Im Jahr 2000 betrat die Band erneut das Studio. Die Aufnahmen fanden im Hertz Recording Studio in Białystok statt. Das Album Suffocated in Slumber wurde im September desselben Jahres veröffentlicht. In der Zwischenzeit veröffentlichte Pagan Records das Debütalbum Comedy Is Over erneut. Das Album erschien erstmals im CD-Format, mit einer neuen Covergestaltung. Im März 2001 schloss die Band einen Vertrag mit dem deutschen Label System Shock Records für einen europaweiten Vertrieb. Im selben Monat ging sie mit Decapitated und Vader auf die Reign Forever World Tour durch die größten polnischen Städte. Während der Tour nahm die Band ihr erstes Live-Album Crash Test: Live auf. Das Album wurde im November über Pagan Records veröffentlicht.
Im Januar 2002 hielt die Band die Expression of Horror Tour zusammen mit den polnischen Bands Devilyn und Misteria. Im April folgte die erste internationale Tour, die den Namen System Shock Over Europe Part Two trug, an der auch Master, Krabathor und Xenomorph teilnahmen. Die Tour ging durch Deutschland und die Niederlande. Nach der Tour begannen die Arbeiten zum neuen Album. Im Oktober 2002 trat die Band auf dem Thrash’em All Festival auf, zusammen mit Monstrosity, Vomitory, Lost Soul, Sceptic, Dissenter und Contempt. Nach der Tour beendete die Band die Arbeiten zum nächsten Album. Anfang 2003 verließ die Band Pagan Records und erreichte im Februar einen Vertrag mit Empire Records.
Danach folgten die Aufnahmen zum Album Imperfect Like a God im Jahr 2003. Am 1. März 2004 nahm die Band am 18. Metalmania teil, das in Katowice stattfand. Dort spielten sie zusammen mit Bands wie Soulfly, Morbid Angel, Krisiun, Enslaved, Tiamat und Moonspell. Im Frühling 2004 veröffentlichte die Band Imperfect Like a God über das französische Label Adipocere Records. Im August folgte die Empire Invasion Tour zusammen mit Dies Irae, Sceptic und Shadows Land.
Aufnahmen für das nächste Album namens DetermiNation fanden im Mai und Juni 2005 wieder im Hertz Recording Studio statt. Das Album wurde am 15. August über Empire Records veröffentlicht. Im Herbst fanden einige Konzerte in Polen statt, um das neue Album zu bewerben. Im Oktober folgte ein Tour zusammen mit Dissenter und Vital Remains. Danach nahmen sie ihren ersten Videoclip zu der Single Elegy for Doom auf, der unter der Leitung von Piotr Majchrzak, Frontmann der Band Mister, entstand. Der Clip wurde auf vielen Sendern ausgestrahlt, so auch auf dem US-amerikanischen MTV 2.
Anfang 2006 begann die Band mit den Arbeiten für das nächste Album. Im Juli nahmen sie im Hertz Recording Studio das Album auf. Daraus entstanden die EP Hamartia sowie das Album Neurotic Mass. Die EP wurde im August 2006 über Empire Records veröffentlicht. In derselben Zeit wurde DetermiNation in den USA und Europa über Unique Leader Records veröffentlicht. Im Herbst 2006 folgte die nächste Tour namens Blitzkrieg 4 mit Vader, Azarath und Vesania.
Im Jahr 2007 fanden einige Konzerte statt, um Neurotic Mass zu bewerben.
Im Mai 2008 fand eine Tour namens Rebel Angels Tour Vol.3 zusammen mit Hate, Crionics, Devilish Impressions, Naumachia und Numack stat. Vom Juli bis August nahmen sie an einigen Festivals statt. Im Herbst nahm die Band das Album Archetype of Chaos im Hertz Recording Studio statt. Währenddessen absolvierte die Band die Killing Assault Tour. Das Album wurde im Jahr 2010 über Witching Hour Productions veröffentlicht.

## Stil
Trauma spielen aggressiven Death Metal, dessen Lieder eine komplexe Struktur aufweisen. In den Liedern werden außerdem progressive Elemente verarbeitet.

## Diskografie

### Als Thanatos
- Deo optimo maximo (Demo, 1989, Eigenveröffentlichung)
- Out of Sanity (Demo, 1990, Eigenveröffentlichung)

### Als Trauma
- Invisible Reality (Demo, 1992, Loud Out Records)
- Comedy Is Over (Album, 1996, Vox Mortis Records)
- Daimonion (Album, 1998, Pagan Records)
- Suffocated in Slumber (Album, 2000, Pagan Records)
- Crash Test – Live (Live-Album, 2001, Pagan Records)
- Imperfect Like a God (Album, 2003, Empire Records)
- DetermiNation (Album, 2005, Empire Records)
- Hamartia (EP, 2006, Empire Records)
- Neurotic Mass (Album, 2007, Empire Records)
- Archetype of Chaos (Album, 2010, Witching Hour Productions)
- Karma Obscura (Album, 2013, Witching Hour Productions)